# Cantó de Beaumesnil
El cantó de Beaumesnil és un cantó francès del departament de l'Eure, situat al districte de Bernay. Té 17 municipis i el cap es Beaumesnil.

## Municipis
- Ajou
- La Barre-en-Ouche
- Beaumesnil
- Bosc-Renoult-en-Ouche
- Épinay
- Gisay-la-Coudre
- Gouttières
- Granchain
- Les Jonquerets-de-Livet
- Landepéreuse
- Le Noyer-en-Ouche
- La Roussière
- Saint-Aubin-des-Hayes
- Saint-Aubin-le-Guichard
- Sainte-Marguerite-en-Ouche
- Saint-Pierre-du-Mesnil
- Thevray

## Història
| Data d'elecció                           | Identitat          | Partit          | Qualitat |
| ---------------------------------------- | ------------------ | --------------- | -------- |
| 1945-1961                                | M. Eicken          | Radical         |          |
| 1961-1979                                | Marcel Dubois      | Divers droite   |          |
| 1979-1985                                | Anne-Marie Delabre | PRG             |          |
| 1985-1997                                | Jacques Prévost    | UDF             |          |
| 1997-                                    | Marc Vampa         | UDF, després NC |          |
| les dades anteriors no són pas conegudes |                    |                 |          |
|                                          |                    |                 |          |

## Demografia
| A partir de 1990: Població sense dobles comptes |